# زرنیک (دهانه)
زرنیک یک دهانه برخوردی در ماه‌ است.

## دهانه‌های اقماری
این دهانه ۳ دهانه اقماری دارد.
| Zernike | عرض جغرافیایی | طول جغرافیایی | قطر          |
| ------- | ------------- | ------------- | ------------ |
| Z       | ۲۰.۹° N       | ۱۶۸.۰° E      | ۳۰.۰ کیلومتر |
| T       | ۱۸.۵° N       | ۱۶۶.۹° E      | ۱۷.۰ کیلومتر |
| W       | ۱۹.۶° N       | ۱۶۶.۸° E      | ۲۷.۰ کیلومتر |